# 2014年夏季青年奧林匹克運動會七人制橄欖球比賽
2014年夏季青年奧林匹克運動會七人制橄欖球比賽於8月17日至20日在青奧體育公園舉行。本屆為七人制橄欖球首次於青年奧運亮相，因為它被選為2016年夏季奧運比賽項目。

## 參賽資格
運動員必須是於1996年1月1日至1997年12月31日出生才有參加青年奧運的資格。

### 參賽隊伍
| 區域總會                | 男子   | 女子          |
| ----------------------- | ------ | ------------- |
| 非洲（CAR）             |        | 突尼斯        |
| 亞洲（ARFU）            | 日本   | 中国          |
| 歐洲（FIRA-AER）        | 法国   | 西班牙        |
| 北美和加勒比海（NACRA） | 美国   | 加拿大 · 美国 |
| 南美（CONSUR）          | 阿根廷 | -             |
| 大洋洲（FORU）          | 斐济   |               |

## 日程表
日程表由南京青年奥林匹克委员会发布。
| 日期    | 星期   | 开始时间    | 内容                                                |
| ------- | ------ | ----------- | --------------------------------------------------- |
| 8月17日 | 星期日 | 09:00 16:00 | 男子预赛 女子预赛                                   |
| 8月18日 | 星期一 | 09:00 16:00 | 男子预赛 女子预赛                                   |
| 8月19日 | 星期二 | 09:00       | 男子预赛 女子预赛                                   |
| 8月19日 | 星期二 | 15:30       | 男子五六名决赛 女子五六名决赛 男子半决赛 女子半决赛 |
| 8月20日 | 星期三 | 09:00       | 男子决赛 女子决赛                                   |

## 獎牌榜
| 排名 | 国家／地区 | 金牌 | 银牌 | 铜牌 | 總數 |
| ---- | ---------- | ---- | ---- | ---- | ---- |
| 1    |            | 1    | 0    | 0    | 1    |
| 1    | 法国       | 1    | 0    | 0    | 1    |
| 3    | 阿根廷     | 0    | 1    | 0    | 1    |
| 3    | 加拿大     | 0    | 1    | 0    | 1    |
| 5    | 中国       | 0    | 0    | 1    | 1    |
| 5    | 斐济       | 0    | 0    | 1    | 1    |
| 總計 | 總計       | 2    | 2    | 2    | 6    |

## 各項成績
| 項目          | 金牌 | 银牌 | 铜牌 |
| 男子 （詳細） | 法国（FRA） · 亚历克斯·阿拉特 · 法拉日·法尔塔斯 · 亚历克斯·格拉克布兰 · 亚历山大·拉加德 · 马丁·拉沃 · 纳坦·托雷斯特 · 亚历山大·尼库埃 · 亚瑟·勒蒂埃 · 亚历山大·鲁马 · 阿蒂拉·塞塔尔 · 萨沙·瓦洛 · 马蒂厄·瓦赞 | 阿根廷（ARG） · 何塞·巴罗斯·索萨 · 劳塔罗·巴桑·韦莱斯 · 比森特·博罗纳特 · 恩里克·卡梅尔林克斯 · 胡安·克鲁斯·卡梅尔林克斯 · 胡安·伊格纳西奥·科尼尔·比拉 · 曼努埃尔·德索萨·卡鲁斯卡 · 包蒂斯塔·德尔吉 · 因达莱西奥·莱德斯马 · 乌戈·多明戈·米奥蒂 · 马里亚诺·罗马尼尼 · 伊萨克·施普伦格 | 斐济（FIJ） · 乔萨亚·索凯姆布萨 · 瓦伊西·达罗科 · 蒂莫西·梅亚 · 拉图·菲利莫尼·纳瓦姆巴拉武 · 赛拉萨·克里斯塔·鲍威尔 · 阿利帕特·恩加拉宁焦 · 菲利佩·恩戈罗 · 纳维塔莱·拉拉瓦 · 乔斯瓦·沃恩·劳雅 · 塞米·坦巴苏莱 · 拉图·埃佩内里·乌卢伊维蒂 · 埃米诺尼·武因德拉武瓦卢 |
| 女子 （詳細） | （AUS） · 布鲁克·安德森 · 玛丽奥拉·贝勒西斯 · 谢奈·切肖尔卡 · 多米尼克·杜图瓦 · 凯莉-玛丽·吉布森 · 雷切内·麦格雷戈 · 凯特琳·莫兰 · 蒂娅娜·佩尼塔尼 · 安贝·皮利 · 麦肯齐·萨德勒 · 塔伊拉·斯坦福 · 劳拉·沃尔迪  | 加拿大（CAN） · 莫安达·安格洛 · 卡特琳·布德罗 · 庞菲妮特·布伊萨 · 汉娜·达林 · 查妮尔·爱德华兹-查林杰 · 阿什莉·戈登 · 劳伦·克尔 · 詹娜·莫里森 · 凯特琳·理查德 · 卡斯·施密特 · 马迪·西特尔 · 夏丽蒂·威廉斯                                                                             | 中国（CHN） · 高雪 · 高月影 · 李田 · 凌晨 · 刘潇倩 · 罗亚文 · 沈莹莹 · 孙彩红 · 王婷婷 · 吴凡 · 闫美玲 · 杨飞飞 |